# Communauté de communes de Parthenay
La  communauté de communes de Parthenay est une ancienne communauté de communes française, située dans le département des Deux-Sèvres et la région Poitou-Charentes.

## Histoire
La communauté de communes de Parthenay a succédé le 16 novembre 2001 au district de Parthenay, créé en 1973. Le 1er janvier 2010, la commune de Fénery y entre à son tour.
La communauté de communes de Parthenay a cessé d'exister au 31 décembre 2013. Un nouvel ensemble est apparu au 1er janvier 2014, la communauté de communes Parthenay-Gâtine comprenant 39 communes, soit une population municipale de 37 956 habitants (selon le recensement de 2011), sur un territoire de 836,15 km2.

## Composition
Depuis 2010, elle regroupait sept communes du canton de Parthenay : Adilly, La Chapelle-Bertrand, Châtillon-sur-Thouet, Fénery, Parthenay (chef-lieu), Pompaire et Le Tallud.